# Andrea Zorzi
Andrea Zorzi (Noale, 29 luglio 1965) è un ex pallavolista italiano, di ruolo opposto.
Zorro, così come veniva soprannominato, ha militato per tutta la carriera in Italia ritirandosi a soli 33 anni dall'attività agonistica. Membro della cosiddetta generazione di fenomeni, nel 1991 ha vinto il premio della FIVB quale giocatore dell'anno; ha vinto inoltre due volte, nel 1990 e nel 1991, il titolo di MVP alla World League. Nel 2007 ha vinto il titolo di MVP nel Campionato europeo Veterans.

## Biografia
Zorzi è sposato con Giulia Staccioli, campionessa di ginnastica ritmica e coreografa, fondatrice di Kataklò, una compagnia italiana di danza acrobatica alla direzione della quale ha collaborato.

## Carriera

### Giocatore

#### Club

Zorzi esulta per il Parma nella stagione 1987-88

Nella stagione regolare della massima serie del campionato italiano ha giocato 213 partite mettendo a segno 6.116 punti, quinto in classifica generale; va però detto che tutti quelli che lo precedono – Luca Cantagalli con 392 partite, Lorenzo Bernardi con 373, Andrea Giani con 408 e Michele Pasinato con 280 – hanno giocato molte più gare di lui. Quindi per media punti/partita è al primo posto (più di 28 punti per partita), anche grazie al ruolo ricoperto, quello di opposto.
Nei play-off di serie A1 ha giocato 59 partite, mettendo a segno 1.704 punti (media di 28,88 punti per partita), secondo in classifica generale dietro Lorenzo Bernardi (che ha marcato 1.952 punti in 105 partite, con una media di 18,59 punti per partita). Sommando le statistiche di regular season e play-off ha segnato 7.820 punti in 272 partite, terzo in classifica generale; ma anche qui le statistiche migliorano se si considera il rapporto tra punti e partite disputate.
Nella classifica dei migliori battitori della storia del campionato italiano, Zorzi è terzo per numero di ace, con 386; nei play-off ne ha messi a segno 90, raggiungendo quindi un totale di 476, terzo in classifica generale dietro Cantagalli e Andrea Sartoretti.

#### Nazionale

Da sinistra: Zorzi in nazionale, in un muro a tre con Andrea Lucchetta e Luca Cantagalli, durante la fase finale della World League 1992.

Zorzi è stato una colonna portante della nazionale azzurra fino al 1996. Ha disputato in totale 325 partite, facendo parte da protagonista del gruppo che ha meritato l'appellativo di generazione di fenomeni e il titolo di squadra del secolo, vincendo tutti i tornei internazionali ad eccezione dell'oro olimpico, solo sfiorato nell'edizione di Atlanta 1996 chiusa con la medaglia d'argento; fu proprio quest'ultima delusione a portarlo al ritiro due anni dopo.

### Dopo il ritiro
Quando la CEV ha fatto partire il Campionato europeo Veterans, vale a dire una manifestazione continentale tra formazioni nazionali composte da giocatori in pensione, divisi in due categorie (Over 40 e Over 50), Zorzi ha risposto alla chiamata della nazionale Over-40 ed è tornato ad allenarsi per prendere parte all'europeo Veterans che si è tenuto in Grecia a ottobre del 2007.
Nell'esordio nella neonata nazionale, Zorzi, dopo dieci anni d'inattività, ha messo a segno 24 punti. Il 13 ottobre 2007 Zorzi ha vinto con l'Italia l'europeo Veterans, battendo la Russia in finale per 2-1 e aggiudicandosi il titolo di MVP del torneo. Nell'ottobre 2009 si disputa la seconda edizione, questa volta chiamata European Masters Championship. L'Italia, nonostante alcune assenze importanti rispetto a due anni prima, domina in maniera assoluta la manifestazione e l'11 ottobre 2009, battendo in finale la Grecia per 2-0, riesce a vincere anche la seconda edizione del torneo.
Nel 2020 è tra i protagonisti del documentario Il Grande Slam - Generazione di fenomeni, incentrato per l'appunto sul Grande Slam conseguito dal Parma nella stagione 1989-90.
Nel 2024 viene inserito nella Volleyball Hall of Fame.

## Palmarès

### Club

#### Competizioni nazionali
- Campionato italiano: 2

Parma: 1989-90
Treviso: 1995-96
- Coppa Italia: 2

Parma: 1986-87, 1989-90

#### Competizioni internazionali
- Coppa dei Campioni: 1

Treviso: 1994-95
- Coppa delle Coppe: 4

Parma: 1987-88, 1988-89, 1989-90
Milano: 1992-93
- Supercoppa europea: 3

Parma: 1989, 1990
Treviso: 1994
- Campionato mondiale per club: 3

Parma: 1989
Milano: 1990, 1992

### Nazionale
- Olimpiadi

 1996
- Campionato mondiale maschile di pallavolo

 1990, 1994
- Campionato europeo maschile di pallavolo

 1989, 1993, 1995
 1991
- World League:

 1990, 1991, 1992
 1996
 1993
- World Top Four:

 1994
 1990
- World Super Six:

 1996
- Grand Champions Cup:

 1993
- Coppa del Mondo:

 1995
 1989
- Giochi del Mediterraneo:

 1991
- Goodwill Games:

 1990
- Campionato mondiale maschile under 21 di pallavolo

 1985
- Campionato europeo maschile under 20 di pallavolo

 1984